# Бацофије (Изернија)
Бацофије је насеље у Италији у округу Изернија, региону Молизе.
Према процени из 2011. у насељу је живело 58 становника. Насеље се налази на надморској висини од 459 м.